# Premi e riconoscimenti di IU
Questo è l'elenco dei premi e delle nomination ricevute dalla cantante e attrice sudcoreana IU.

## Premi e riconoscimenti
Ministero della Cultura, dello Sport e del Turismo 
| Anno | Premio                  | Opera nominata | Risultato       |
| ---- | ----------------------- | -------------- | --------------- |
| 2008 | Premio forte esordiente | N.D.           | Vincitore/trice |

 MelOn Music Awards 
| Anno | Premio                                  | Opera nominata                       | Risultato       |
| ---- | --------------------------------------- | ------------------------------------ | --------------- |
| 2010 | Top 10                                  |                                      | Vincitore/trice |
| 2011 | Top 10                                  |                                      | Vincitore/trice |
| 2011 | Canzone dell'anno (Digital Daesang)     | Good Day                             | Vincitore/trice |
| 2012 | Artista dell'anno                       |                                      | Candidato/a     |
| 2012 | Album dell'anno                         | Last Fantasy                         | Candidato/a     |
| 2012 | Premio T-Store per la miglior canzone   | You & I                              | Candidato/a     |
| 2012 | Premio popolarità dato dagli internauti | You & I                              | Candidato/a     |
| 2012 | Top 10                                  |                                      | Vincitore/trice |
| 2013 | Top 10                                  |                                      | Vincitore/trice |
| 2014 | Top 10                                  |                                      | Vincitore/trice |
| 2014 | Premio Hot Trend                        | Not Spring, Love, or Cherry Blossoms | Candidato/a     |
| 2014 | Premio miglior ballata                  | Not Spring, Love, or Cherry Blossoms | Candidato/a     |
| 2014 | Premio miglior ballata                  | Friday                               | Candidato/a     |
| 2014 | Canzone dell'anno                       | Friday                               | Candidato/a     |
| 2014 | Canzone dell'anno                       | Not Spring, Love, or Cherry Blossoms | Candidato/a     |
| 2014 | Artista dell'anno                       |                                      | Vincitore/trice |
| 2014 | Album dell'anno                         | A Flower Bookmark                    | Candidato/a     |

 Korea Visual Arts Festival 
| Anno | Premio            | Opera nominata | Risultato       |
| ---- | ----------------- | -------------- | --------------- |
| 2010 | Premio fotogenico | N.D.           | Vincitore/trice |

 Republic of Korea Entertainment Arts Awards Ceremony 
| Anno | Premio                                  | Opera nominata | Risultato       |
| ---- | --------------------------------------- | -------------- | --------------- |
| 2010 | Premio cantante della nuova generazione | N.D.           | Vincitore/trice |

 Golden Disk Awards 
| Anno | Premio                | Opera nominata | Risultato       |
| ---- | --------------------- | -------------- | --------------- |
| 2010 | Digital Music Bonsang | Nagging        | Vincitore/trice |

 Cyworld Digital Music Awards 
| Anno | Premio                      | Opera nominata | Risultato       |
| ---- | --------------------------- | -------------- | --------------- |
| 2010 | Canzone del mese (giugno)   | Nagging        | Vincitore/trice |
| 2010 | Canzone del mese (dicembre) | Good Day       | Vincitore/trice |
| 2011 | Canzone del mese (dicembre) | You and I      | Vincitore/trice |
| 2011 | Artista dell'anno           |                | Vincitore/trice |
| 2011 | Artista più venduto         |                | Vincitore/trice |
| 2012 | Canzone del mese (maggio)   | Peach          | Vincitore/trice |

 Seoul Music Awards 
| Anno | Premio                 | Opera nominata | Risultato       |
| ---- | ---------------------- | -------------- | --------------- |
| 2011 | Bonsang Award          | Good Day       | Vincitore/trice |
| 2011 | Miglior album digitale | Real           | Vincitore/trice |
| 2012 | Bonsang Award          | You & I        | Vincitore/trice |
| 2012 | Miglior album          | Last Fantasy   | Vincitore/trice |

 SBS Entertainment Awards 
| Anno | Premio                          | Opera nominata | Risultato       |
| ---- | ------------------------------- | -------------- | --------------- |
| 2010 | Premio nuova stella dei varietà | N.D.           | Vincitore/trice |

 Baeksang Arts Awards 
| Anno | Premio                          | Opera nominata         | Risultato   |
| ---- | ------------------------------- | ---------------------- | ----------- |
| 2011 | Premio popolarità, attrice (TV) | Dream High             | Candidato/a |
| 2014 | Premio popolarità, attrice (TV) | Choegoda Lee Soon-shin | Candidato/a |

 Mnet 20's Choice Awards 
| Anno | Premio                         | Opera nominata | Risultato       |
| ---- | ------------------------------ | -------------- | --------------- |
| 2011 | Grande stella delle pubblicità | N.D.           | Vincitore/trice |

 Korea Advertising Association Awards 
| Anno | Premio               | Opera nominata | Risultato       |
| ---- | -------------------- | -------------- | --------------- |
| 2011 | Premio bravo modello | N.D.           | Vincitore/trice |

 TVCF Awards 
| Anno | Premio            | Opera nominata | Risultato       |
| ---- | ----------------- | -------------- | --------------- |
| 2011 | Modella dell'anno | N.D.           | Vincitore/trice |

 Style Icon Awards 
| Anno | Premio                | Opera nominata | Risultato       |
| ---- | --------------------- | -------------- | --------------- |
| 2011 | Top 10 Icone di stile | N.D.           | Vincitore/trice |
| 2014 | Top 10 Icone di stile | N.D.           | Candidato/a     |

 Nickelodeon Korea Kids' Choice Awards 
| Anno | Premio             | Opera nominata | Risultato       |
| ---- | ------------------ | -------------- | --------------- |
| 2011 | Cantante preferita | N.D.           | Vincitore/trice |
| 2012 | Cantante preferita | N.D.           | Vincitore/trice |

 KBS Drama Awards 
| Anno | Premio                                             | Opera nominata         | Risultato       |
| ---- | -------------------------------------------------- | ---------------------- | --------------- |
| 2011 | Miglior nuova attrice                              | Dream High             | Candidato/a     |
| 2011 | Premio miglior coppia (con Wooyoung)               | Dream High             | Candidato/a     |
| 2013 | Premio miglior coppia (con Jo Jung-suk)            | Choegoda Lee Soon-shin | Vincitore/trice |
| 2013 | Miglior nuova attrice                              | Choegoda Lee Soon-shin | Vincitore/trice |
| 2013 | Premio all'eccellenza, attrice in un drama seriale | Choegoda Lee Soon-shin | Candidato/a     |
| 2013 | Premio miglior coppia (con Jang Keun-suk)          | Yeppeun namja          | Candidato/a     |
| 2015 | Premio popolarità, attrice                         | Producer               | Candidato/a     |
| 2015 | Premio miglior coppia (con Kim Soo-hyun)           | Producer               | Candidato/a     |

 Gaon Chart K-Pop Awards 
| Anno | Premio                       | Opera nominata               | Risultato       |
| ---- | ---------------------------- | ---------------------------- | --------------- |
| 2011 | Canzone dell'anno (febbraio) | The Story Only I Didn't Know | Vincitore/trice |
| 2011 | Canzone dell'anno (dicembre) | You & I                      | Vincitore/trice |
| 2013 | Canzone dell'anno (ottobre)  | The Red Shoes                | Vincitore/trice |

 Asia Model Festival Awards 
| Anno | Premio                      | Opera nominata | Risultato       |
| ---- | --------------------------- | -------------- | --------------- |
| 2012 | Premio miglior cantante pop | N.D.           | Vincitore/trice |

 Korean Music Awards 
| Anno | Premio                                    | Opera nominata | Risultato       |
| ---- | ----------------------------------------- | -------------- | --------------- |
| 2012 | Artista dell'anno scelta dagli internauti | N.D.           | Vincitore/trice |
| 2012 | Canzone dell'anno                         | Good Day       | Vincitore/trice |
| 2012 | Miglior canzone pop coreana               | Good Day       | Vincitore/trice |
| 2016 | Artista dell'anno scelta dagli internauti | N.D.           | Vincitore/trice |
| 2016 | Miglior album pop                         | Chat-Shire     | Candidato/a     |
| 2016 | Miglior canzone pop                       | Twenty-Three   | Candidato/a     |

 Korean PD Awards 
| Anno | Premio          | Opera nominata | Risultato       |
| ---- | --------------- | -------------- | --------------- |
| 2012 | Premio cantante | N.D.           | Vincitore/trice |

 Korean Entertainment 10th Anniversary Awards In Japan 
| Anno | Premio                | Opera nominata | Risultato       |
| ---- | --------------------- | -------------- | --------------- |
| 2013 | Miglior solista donna | N.D.           | Vincitore/trice |

 Japan Gold Disc Awards 
| Anno | Premio                            | Opera nominata | Risultato       |
| ---- | --------------------------------- | -------------- | --------------- |
| 2013 | Migliori tre nuovi artisti (Asia) | N.D.           | Vincitore/trice |

 Sona Awards 
| Anno | Premio                | Opera nominata | Risultato       |
| ---- | --------------------- | -------------- | --------------- |
| 2013 | Miglior artista donna | N.D.           | Vincitore/trice |

 DramaFever Awards 
| Anno | Premio                            | Opera nominata         | Risultato   |
| ---- | --------------------------------- | ---------------------- | ----------- |
| 2014 | Miglior attrice                   | Choegoda Lee Soon-shin | Candidato/a |
| 2014 | Miglior bacio (con Jang Keun-suk) | Yeppeun namja          | Candidato/a |

 World Music Awards 
| Anno | Premio                                     | Opera nominata | Risultato   |
| ---- | ------------------------------------------ | -------------- | ----------- |
| 2014 | Miglior artista femminile al mondo         | N.D.           | Candidato/a |
| 2014 | Miglior esibizione live al mondo           | N.D.           | Candidato/a |
| 2014 | Miglior intrattenitrice dell'anno al mondo | N.D.           | Candidato/a |

 Singapore Entertainment Awards 
| Anno | Premio                        | Opera nominata | Risultato   |
| ---- | ----------------------------- | -------------- | ----------- |
| 2014 | Cantante coreana più popolare | N.D.           | Candidato/a |

 Seoul International Drama Awards 
| Anno | Premio                  | Opera nominata | Risultato   |
| ---- | ----------------------- | -------------- | ----------- |
| 2014 | Miglior attrice coreana | Yeppeun namja  | Candidato/a |

 Seoul International Youth Film Festival 
| Anno | Premio                  | Opera nominata | Risultato   |
| ---- | ----------------------- | -------------- | ----------- |
| 2014 | Miglior giovane attrice | Yeppeun namja  | Candidato/a |

 Mnet Asian Music Awards 
| Anno | Premio                               | Opera nominata               | Risultato       |
| ---- | ------------------------------------ | ---------------------------- | --------------- |
| 2010 | Miglior collaborazione               | Nagging (con Seulong)        | Candidato/a     |
| 2010 | Miglior collaborazione               | It's You (con Sung Si-kyung) | Candidato/a     |
| 2011 | Cantante preferita - solista         |                              | Candidato/a     |
| 2011 | Miglior performance vocale - solista | Good Day                     | Vincitore/trice |
| 2011 | Miglior colonna sonora               | Someday                      | Candidato/a     |
| 2012 | Miglior artista donna                |                              | Vincitore/trice |
| 2012 | Canzone dell'anno                    | You & I                      | Candidato/a     |
| 2012 | Miglior performance vocale - solista | You & I                      | Candidato/a     |
| 2012 | Artista dell'anno                    |                              | Candidato/a     |
| 2013 | Miglior artista donna                |                              | Candidato/a     |
| 2013 | Miglior performance vocale - donna   | The Red Shoes                | Candidato/a     |
| 2013 | BC - Canzone dell'anno UnionPay      | The Red Shoes                | Candidato/a     |
| 2013 | Artista dell'anno                    |                              | Candidato/a     |
| 2014 | Miglior artista donna                |                              | Vincitore/trice |
| 2014 | Miglior performance vocale - donna   | Friday                       | Candidato/a     |
| 2014 | Canzone dell'anno                    | Friday                       | Candidato/a     |
| 2014 | Artista dell'anno                    |                              | Candidato/a     |
| 2014 | Cantante più popolare                |                              | Vincitore/trice |
| 2015 | Miglior artista donna                |                              | Candidato/a     |
| 2015 | Artista dell'anno                    |                              | Candidato/a     |

 Korea Drama Awards 
| Anno | Premio                         | Opera nominata | Risultato   |
| ---- | ------------------------------ | -------------- | ----------- |
| 2015 | Premio all'eccellenza, attrice | Producer       | Candidato/a |

 Korean Popular Culture and Arts Awards 
| Anno | Premio                    | Opera nominata | Risultato       |
| ---- | ------------------------- | -------------- | --------------- |
| 2015 | Premio del primo ministro | N.D.           | Vincitore/trice |

 APAN Star Awards 
| Anno | Premio                                          | Opera nominata | Risultato   |
| ---- | ----------------------------------------------- | -------------- | ----------- |
| 2015 | Premio all'eccellenza, attrice in una miniserie | Producer       | Candidato/a |

## Altri premi
| Anno                                                  | Premio                                  | Ricevente      | Risultato       | Fonti           |
| ----------------------------------------------------- | --------------------------------------- | -------------- | --------------- | --------------- |
| Ministry of Culture, Sports and Tourism Award         |                                         |                |                 |                 |
| 2008                                                  | Excellent rookie record of the November | Lost and Found | Vincitore/trice | [ 5 ]           |
| 2008                                                  | Best newcomer album of the month        | Lost and Found | Vincitore/trice | [ 5 ]           |
| Republic of Korea Entertainment Arts Awards Ceremony  |                                         |                |                 |                 |
| 2010                                                  | New Generation Singer Award             | IU             | Vincitore/trice | [ 6 ]           |
| Korea Visual Arts Festival                            |                                         |                |                 |                 |
| 2010                                                  | Photogenic Award                        | IU             | Vincitore/trice | [ 7 ]           |
| SBS Entertainment Awards                              |                                         |                |                 |                 |
| 2010                                                  | Variety New Star Award                  | Heroes         | Vincitore/trice | [ 8 ]           |
| 2010                                                  | Best Teamwork Award                     | Heroes         | Vincitore/trice | [ 9 ]           |
| Mnet 20's Choice Awards                               |                                         |                |                 |                 |
| 2011                                                  | Hot CF Star                             | IU             | Vincitore/trice | [ 10 ]          |
| Style Icon Awards                                     |                                         |                |                 |                 |
| 2011                                                  | Top 10 Style Icons                      | IU             | Vincitore/trice | [ 11 ]          |
| 2014                                                  | Top 10 Style Icons                      | IU             | Candidato/a     | [ senza fonte ] |
| Korea Advertising Association Awards                  |                                         |                |                 |                 |
| 2011                                                  | Good Model Award                        | IU             | Vincitore/trice | [ 12 ]          |
| TVCF Awards                                           |                                         |                |                 |                 |
| 2011                                                  | Model of the Year                       | IU             | Vincitore/trice | [ 13 ]          |
| Nickelodeon Korea Kids' Choice Awards                 |                                         |                |                 |                 |
| 2011                                                  | Favorite Female Singer                  | IU             | Vincitore/trice | [ senza fonte ] |
| 2012                                                  | Favorite Female Singer                  | IU             | Vincitore/trice | [ 14 ]          |
| Asia Model Festival Awards                            |                                         |                |                 |                 |
| 2012                                                  | Popular Artist Award                    | IU             | Vincitore/trice | [ 15 ]          |
| Korean PD Awards                                      |                                         |                |                 |                 |
| 2012                                                  | Singer Award                            | IU             | Vincitore/trice | [ 16 ]          |
| Korean Entertainment 10th Anniversary Awards In Japan |                                         |                |                 |                 |
| 2013                                                  | Best Female Solo Singer                 | IU             | Vincitore/trice | [ 17 ]          |
| Sona Awards                                           |                                         |                |                 |                 |
| 2013                                                  | Best Artist (female)                    | IU             | Vincitore/trice | [ senza fonte ] |
| SBS MTV Best of the Best                              |                                         |                |                 |                 |
| 2013                                                  | Album of the Year                       | Modern Times   | Candidato/a     | [ 18 ]          |
| 2013                                                  | Artist of the Year                      | IU             | Candidato/a     | [ 18 ]          |
| 2013                                                  | Best Solo (female)                      | IU             | Vincitore/trice | [ 18 ]          |
| 2014                                                  | Artist of the Year                      | IU             | Candidato/a     | [ 19 ]          |
| 2014                                                  | Best Solo (female)                      | IU             | Vincitore/trice | [ 19 ]          |
| Korean Popular Culture and Arts Awards                |                                         |                |                 |                 |
| 2015                                                  | Prime Minister's Award                  | IU             | Vincitore/trice | [ 20 ]          |
| BreakTudo Awards                                      |                                         |                |                 |                 |
| 2018                                                  | K-pop Female Artist Award               | IU             | Candidato/a     | [ 21 ]          |
| Journalists Federation of Korea                       |                                         |                |                 |                 |
| 2018                                                  | Donation Angel award                    | IU             | Vincitore/trice | [ 22 ]          |
| KBS World Awards                                      |                                         |                |                 |                 |
| 2018                                                  | Best Solo                               | IU             | Vincitore/trice | [ 23 ]          |

 Internazionali 
| Anno                           | Premio                     | Ricevente | Risultato   | Fonti |
| ------------------------------ | -------------------------- | --------- | ----------- | ----- |
| Singapore Entertainment Awards |                            |           |             |       |
| 2014                           | Most Popular Korean Singer | IU        | Candidato/a |       |